# Língua iraqw
Iraqw é uma língua Cuxítica falada na Tanzânia nas regiões Arusha e  Manyara. Vem se expandindo em número, à medida que o povo iraqw absorve os grupos étnicos vizinhos. A linguagem possui muitas palavras emprestadas da língua Datooga, especialmente na linguagem poética. A língua Gorowa do sul do país compartilha numerosas semelhanças e às vezes é considerada um dialeto.

## Fonologia

### Vogals
Whiteley (1958) lista os seguintes fonemas vogais para Iraqw. Todos, exceto / ə /, ocorrem nas versões curta e longa:
|         | Anterior | Central | Posterior |
| ------- | -------- | ------- | --------- |
| Fechada | i iː     |         | u uː      |
| Medial  | e eː     | ə       | o oː      |
| Aberta  |          | a aː    |           |

### Consoantes
Whiteley (1958) e Mous (1993) listam os seguintes sons consoantes:
|                  | Labial  | Labial | Alveolar | Alveolar | Alveolar | Alveolar | Palatal / Palato- alveolar | Palatal / Palato- alveolar | Velar/Uvular | Velar/Uvular | Velar/Uvular Labializada | Velar/Uvular Labializada | Faringeal | Faringeal | Glotal | Glotal |
| Central          | Central | Labial | Lateral  | Lateral  |          |          | Palatal / Palato- alveolar | Palatal / Palato- alveolar | Velar/Uvular | Velar/Uvular | Velar/Uvular Labializada | Velar/Uvular Labializada | Faringeal | Faringeal | Glotal | Glotal |
| ---------------- | ------- | ------ | -------- | -------- | -------- | -------- | -------------------------- | -------------------------- | ------------ | ------------ | ------------------------ | ------------------------ | --------- | --------- | ------ | ------ |
| Nasal Oclusiva   | m       | m      | n        | n        |          |          |                            |                            | ŋ ⟨ng⟩       | ŋ ⟨ng⟩       | ŋʷ                       | ŋʷ                       |           |           |        |        |
| Plosiva/Africada | p       | b      | t        | d        |          |          | tʃ ⟨ch⟩                    |                            | k            | ɡ            | kʷ                       | ɡʷ                       |           |           |        |        |
| Laringealizada   |         |        | tsʼ      |          | tɬʼ ⟨tl⟩ |          |                            |                            | qʼ ~ qχʼ     |              | qʷʼ ~ qχʷʼ               |                          | ʕ ⟨/⟩     |           | ʔ ⟨'⟩  |        |
| Fricativa        | f       |        | s        |          | ɬ ⟨sl⟩   |          | ʃ ⟨sh⟩                     |                            | x            |              | xʷ                       |                          | ħ ⟨hh⟩    |           | h      |        |
| Vibrante         |         |        | r        | r        |          |          |                            |                            |              |              |                          |                          |           |           |        |        |
| Aproximante      |         |        |          |          | l        | l        | j ⟨y⟩                      | j ⟨y⟩                      |              |              | w                        | w                        |           |           |        |        |

Na ortografia popular para o Iraqw usada em materiais luteranos e católicos, o som  ɬ está escrito ⟨ sl⟩ e  ʕ está escrito ⟨ /⟩ (Mous 1993: 16).

## Morfologia

### Substantivo

#### Gênero
Os substantivos no Iraque têm três gêneros: masculino, feminino e neutro. O gênero de um substantivo pode ser deduzido do tipo de acordo que ele desencadeia em outros elementos da frase, mas o sistema concordância é incomum e obedece ao seguinte princípio (Mous, 1993: 41):
- Substantivos masculinos requerem a forma masculina do verbo
- Os substantivos femininos requerem a forma feminina do verbo
- Substantivos neutros requerem a forma plural do verbo

As formas masculina, feminina e plural do verbo são identificadas pela forma que o verbo assume quando o sujeito é pronome que é “a”.) Uma terceira pessoa do singular masculino ('ele'), b.) Uma terceira pessoa do singular feminino (' ela '), ou c.) uma terceira pessoa do plural (' eles ').
| Daaqay                     | i                          | giilín                     |  | i                  | giilín             |
| rapazes(MASC)              | S.3                        | lutar:3.SG.M               |  | S.3                | lutar:3.SG.M       |
| 'Os rapazes estão lutando' | 'Os rapazes estão lutando' | 'Os rapazes estão lutando' |  | 'ele está lutando' | 'ele está lutando' |

| Hhayse                              | i                                   | harweeriiríin                       |  | i                           | harweeriiríin               |
| tranças(FEM)                        | S.3                                 | fazer círculos:3.SG.F               |  | S.3                         | fazer círculos:3.SG.F       |
| 'As tranças estão fazendo círculos' | 'As tranças estão fazendo círculos' | 'As tranças estão fazendo círculos' |  | 'ela está fazendo círculos' | 'ela está fazendo círculos' |

| Hhayso                             | i                                  | harweeriiríná'                     |  | i                             | harweeriiríná'                |
| trança(NEUTRO)                     | S.3                                | fazer círculos:3.SG.PL             |  | S.3                           | fazer círculos:3.SG.PL        |
| 'The trança está fazendo círculos' | 'The trança está fazendo círculos' | 'The trança está fazendo círculos' |  | 'Elas estão fazendo círculos' | 'Elas estão fazendo círculos' |

Há várias coisas incomuns que valem a pena serem notadas. Uma é que 'trança' é neutra no singular e feminina no plural; apesar disso, a forma verbal do plural é usada para 'trança', uma vez que é neutra, e os neutros usam a forma verbal do plural. Outra é que os verbos não concordam com seus sujeitos em número, de modo que o plural masculino  daaqay  'meninos' assume a forma masculina do verbo, não a forma plural do verbo.

#### Número
Os substantivos normalmente têm formas singular e plural separadas, mas existem muitos sufixos distintos. Mous (1993: 44) relata que existem catorze sufixos plurais diferentes. A entrada lexical para um substantivo deve especificar o sufixo plural particular que ele recebe.
O gênero de um substantivo plural é geralmente diferente do gênero do singular correspondente. Compare os seguintes substantivos no singular e no plural, com seus gêneros:
| singular | singular - gênero | plural     | plural gênero | Significado   |
| -------- | ----------------- | ---------- | ------------- | ------------- |
| awu      | m                 | awe        | f             | touro         |
| bila'    | m                 | bil'aawe   | f             | penhasco      |
| nyaqot   | m                 | nyaqootma' | f             | macaco colobo |
| hhampa   | m                 | hhampeeri  | n             | asa           |
| tlanka   | f                 | tlankadu   | n             | ponte         |
| lama     | f                 | lameemo    | n             | mentira       |
| slanú    | m                 | slaneemo   | n             | piton         |
| xweera   | n                 | xweer(a)du | n             | noite         |

Embora não seja possível prever o gênero de um substantivo ou qual sufixo plural será necessário, a forma do sufixo plural determina o gênero do substantivo plural. Assim, por exemplo, todos os substantivos no plural com o sufixo / -eemo / são neutros (Mous 1993: 58).

### Sufixos de caso e vinculadores de gênero
O gênero de um substantivo é importante para prever o sufixo do caso de construção e o vinculador de gênero que ele usará. Quando um substantivo é diretamente seguido por
- Um adjetivo
- uma frase substantiva possessiva
- um numeral
- uma frase relativa
- um verbo

então um sufixo de caso de construção deve aparecer após o substantivo. O marcador de caso de construção é / -ú / ou / -kú / para substantivos masculinos; / -  H  r / ou / -tá / para substantivos femininos; e / -á / para substantivos neutros (Mous 1993: 95-96):
| hhar-tá                   | baabú-'ee'     |  |   |                        |                        |                        |   |  |  |  |   |              |    |  |   |                          |        |  |   |                 |                 |                 |   |  |  |  |   |      |            |       |   |            |                             |           |   |                   |                   |                   |
| porrete-construtor: 'fem' | father-1sgPoss |  | - | 'o porrete do meu pai' | 'o porrete do meu pai' | 'o porrete do meu pai' | - |  |  |  | - | waahlá - 'r' | ur |  | - | python-construtor: 'fem' | grande |  | - | 'python grande' | 'python grande' | 'python grande' | - |  |  |  | - | an-á | hiim - 'ú' | urúux | - | 1sg-S: 1/2 | construção de corda: 'masc' | pull: 1sg | - | 'Eu puxo a corda' | 'Eu puxo a corda' | 'Eu puxo a corda' |

As  'conexões de gênero'  são semelhantes aos sufixos de casos de construção, mas aparecem entre o substantivo e outros sufixos (como os sufixos demonstrativo, indefinido e possessivo). O exemplo a seguir mostra substantivos masculinos, femininos e neutros antes do sufixo possessivo 'deles' e do demonstrativo -qá  aquele (distante, mas visível) '(Mous 1993: 90-92)
| masculino                | feminino                     | neutro                    |
| ------------------------ | ---------------------------- | ------------------------- |
| gura' 'stomach'          | hasam 'dilemma'              | hhafeeto 'mats'           |
|                          |                              |                           |
| guru-'ín 'their stomach' | hasam-ar-'ín 'their dilemma' | hhafeeto-'ín              |
| stomach:M-3plPoss        | dilemma-F-3plPoss            | mats:N-3plPoss            |
|                          |                              |                           |
| guru-qá' 'that stomach'  | hasam-ar-qá' 'that dilemma'  | hhafeeto-qá' 'those mats' |
| stomach:M-that           | dilemma-F-that               | mats:N-that               |

## Sintaxe

### Frases nominais
O substantivo vem primeiro na frase substantiva e precede possuidores, adjetivos, numerais e cláusulas relativas. Um elemento chamado sufixo de caso de construção aparece entre o substantivo e esses modificadores, conforme discutido na seção Morfologia acima:
| hhar-tá                  | baabú-'ee'     |   |                        |                        |   |  |  |   |              |    |   |                          |        |   |                 |                 |
| porrete-construct: 'fem' | father-1sgPoss | - | 'o porrete do meu pai' | 'o porrete do meu pai' | - |  |  | - | waahlá - 'r' | ur | - | python-construtor: 'fem' | grande | - | 'python grande' | 'python grande' |

### Frases
Uma sentença iraqw contém um verbo na posição final e um elemento auxiliar chamado 'seletor'. O sujeito ou o objeto da sentença pode preceder o seletor (Mous 2004: 110), e o seletor concorda com o substantivo anterior. Portanto, no primeiro exemplo abaixo,  iri  mostra concordância com  / ameenirdá   essa mulher  e no segundo exemplo,  uná  mostra concordância com  gitladá :
| /ameeni-r-dá' | i-ri                 | tsuwa       | fa/á-r        | /agagiin.       |   |                                            |                                            |                                            |                                            |                                            |                                            |                                            |
| mulher-F-que  | 3-narrativa: passado | com certeza | comida-F: CON | comer: impf: 3s | - | 'E essa mulher certamente estava comendo.' | 'E essa mulher certamente estava comendo.' | 'E essa mulher certamente estava comendo.' | 'E essa mulher certamente estava comendo.' | 'E essa mulher certamente estava comendo.' | 'E essa mulher certamente estava comendo.' | 'E essa mulher certamente estava comendo.' |

| ('aníng) | gitla-dá' | 'u-na | aahhiit | - | I | homem-que | obj: M-passado | ódio: 1sg | - | 'Eu odeio esse homem.' | 'Eu odeio esse homem.' | 'Eu odeio esse homem.' | 'Eu odeio esse homem.' | 'Eu odeio esse homem.' | 'Eu odeio esse homem.' | 'Eu odeio esse homem.' |